# Acidi solfonici

Struttura generale composti acidi solfonici con in blu il gruppo funzionale idrossisolfonile

Gli acidi solfonici sono acidi organici derivanti formalmente dall'acido solforico per sostituzione di un gruppo ossidrilico con un residuo organico R, alchilico o arilico. Contengono un atomo di zolfo esavalente, ibridato sp3, allo stato di ossidazione +4 ma, nonostante questo, non facilmente ossidabile senza arrivare a condizioni drastiche e rompere il legame C–S. La loro formula generale è R-S(=O)2-OH e il gruppo funzionale -S(=O)2-OH viene detto idrossisolfonile.  
Il capostipite da cui tutti gli acidi solfonici possono considerarsi derivati è H–S(=O)2-OH, che è un tautomero instabile, non isolabile, dell'acido solforoso. Sono acidi forti, anche se meno di H2SO4, ma comunque in pratica completamente dissociati in soluzione acquosa, dando anioni solfonato R-SO3-.
Vengono usati nella sintesi organica come gruppo funzionale molto polare perché lo zolfo riesce a legarsi covalentemente con un atomo di carbonio.
Come ogni acido, in soluzioni basiche tende a perdere il protone, e, se fatto reagire con un idrossido di un metallo alcalino, forma il solfonato del metallo. 

## Reazioni chimiche
L'anione solfonato è un buon gruppo uscente nelle reazioni di sostituzione nucleofila; viene normalmente usato a questo scopo l'acido p-toluensolfonico, il cui gruppo p-toluensolfonile è comunemente noto come tosile e abbreviato con il simbolo Ts. L'estere corrispondente è noto come tosilato. L'estere dell'acido benzensolfonico è a volte denominato besilato.
Un esempio di sostituzione nucleofila con un gruppo solfonico può essere:
Nella reazione (1) il gruppo ossidrile dell'alcol viene trasformato in estere dell'acido p-toluensolfonico (tosilato) per trattamento con cloruro di p-toluensolfonile (o cloruro di tosile).
Il tosilato è un buon gruppo uscente in reazioni di tipo SN2; nella reazione (2) un generico nucleofilo X−, che può essere ad esempio Cl−, Br−, I−, RS−, CN−, RNH2, si sostituisce al gruppo tosilato, di cui la struttura è rappresentata in figura.